# LNPK
LNPK (англ. Lunapark, ER junction formation factor) – білок, який кодується однойменним геном, розташованим у людей на 2-й хромосомі. Довжина поліпептидного ланцюга білка становить 428 амінокислот, а молекулярна маса — 47 740.
| 10         |  | 20         |  | 30         |  | 40         |  | 50         |
| ---------- |  | ---------- |  | ---------- |  | ---------- |  | ---------- |
| MGGLFSRWRT |  | KPSTVEVLES |  | IDKEIQALEE |  | FREKNQRLQK |  | LWVGRLILYS |
| SVLYLFTCLI |  | VYLWYLPDEF |  | TARLAMTLPF |  | FAFPLIIWSI |  | RTVIIFFFSK |
| RTERNNEALD |  | DLKSQRKKIL |  | EEVMEKETYK |  | TAKLILERFD |  | PDSKKAKECE |
| PPSAGAAVTA |  | RPGQEIRQRT |  | AAQRNLSPTP |  | ASPNQGPPPQ |  | VPVSPGPPKD |
| SSAPGGPPER |  | TVTPALSSNV |  | LPRHLGSPAT |  | SVPGMGLHPP |  | GPPLARPILP |
| RERGALDRIV |  | EYLVGDGPQN |  | RYALICQQCF |  | SHNGMALKEE |  | FEYIAFRCAY |
| CFFLNPARKT |  | RPQAPRLPEF |  | SFEKRQVVEG |  | SSSVGPLPSG |  | SVLSSDNQFN |
| EESLEHDVLD |  | DNTEQTDDKI |  | PATEQTNQVI |  | EKASDSEEPE |  | EKQETENEEA |
| SVIETNSTVP |  | GADSIPDPEL |  | SGESLTAE   |  |            |  |            |

A: Аланін

C: Цистеїн

D: Аспарагінова кислота

E: Глутамінова кислота

F: Фенілаланін

G: Гліцин

H: Гістидин

I: Ізолейцин

K: Лізин

L: Лейцин

M: Метіонін

N: Аспарагін

P: Пролін

Q: Глутамін

R: Аргінін

S: Серин

T: Треонін

V: Валін

W: Триптофан

Кодований геном білок за функціями належить до білків розвитку, фосфопротеїнів. 
Задіяний у такому біологічному процесі, як альтернативний сплайсинг. 
Білок має сайт для зв'язування з іонами металів, іоном цинку. 
Локалізований у мембрані, ендоплазматичному ретикулумі.